# Melicope obovata
Melicope obovata (tiếng Anh thường gọi là Obovate Melicope) là một loài thực vật thuộc họ Rutaceae. Đây là loài đặc hữu của quần đảo Hawaii.